# Georges Glaeser
Georges Glaeser (1918–2002) fue un matemático francés director del IREM de Estrasburgo.
Trabajó en análisis y educación matemática e introdujo el teorema de composición de Glaeser y el teorema de continuidad de Glaeser.
Su supervisor doctoral fue Laurent Schwartz.

## Publicaciones seleccionadas
- Glaeser, Georges (1963), "Fonctions composées différentiables", Anales de Matemáticas, Segunda Serie, 77: 193@–209, doi:10.2307/1970204, JSTOR 1970204, SEÑOR 0143058
- "Etude de quelques algebres tayloriennes"
- "Racine carrée d'une fonction différentiable", Annales de l'Institut Fourier 13, núm. 2 (1963), 203@–210
- "Une Introducción à la didactique expérimentale des mathématiques"